# Ольшевский, Хенрик
Хе́нрик Анаста́зи Ольше́вский (пол. Henryk Anastazy Olszewski; 2 января 1932 года, Свеце — 19 августа 2021 года, Познань) — польский историк права и педагог, профессор юридических наук.

## Биография
Сын Мариана и Стефании. В 1954 году окончил юридический факультет Познанского университета. Докторскую степень получил в 1959 году в этом университете на основе работы «Политический строй Речи Посполитой во взглядах шляхты в 1697—1740 годах». С 1959 года состоял в Польской объединенной рабочей партии. В 1966 году получил хабилитацию на основе диссертации «Сейм Речи Посполитой эпохи олигархии. Юридическая практика-теория-программы». В 1976 году ему было присвоено звание доцента. В 1986 году стал ординарным профессором.
Профессионально был связан с Университетом им. Адама Мицкевича в Познани. В 1966 году стал заведующим кафедрой истории политических и правовых учений факультета права и управления и занимал эту должность до выхода на пенсию в 2002 году. Также читал лекции в других польских университетах. Был академическим преподавателем на юридическом факультете Университета социальной психологии и гуманитарных наук в Варшаве. В 1968—1972 годах был заместителем декана, а в 1975—1978 годах деканом факультета права и управления Университета Адама Мицкевича. В течение многих лет читал лекции по истории политических и правовых учений в Collegium Polonicum в Слубице, совместном учреждении Университета Адама Мицкевича и Европейского университета Виадрина во Франкфурте-на-Одере.
С 1998 года был членом-корреспондентом, а с 2007 года действительным членом Польской академии наук. Член, в том числе, Комитета юридических наук и Комитета политических наук Польской академии наук и Центрального комитета по степеням и званиям. В 1986—1989 годах был членом Национального Грюнвальдского комитета. В 1978—2014 годах был главным редактором «Право-исторического журнала».

## Награды и звания
Был награжден, в частности, кавалерским, офицерским (1977) и командорским (2011) крестами ордена Polonia Restituta, Золотым крестом Заслуги, медалью Комиссии Народного Образования, а также португальским командорским крестом ордена инфанта Энрике (1976). Доктор honoris causa Университета Виадрина и Ягеллонского университета (2010).

## Избранные труды
- Doktryny prawno-ustrojowe czasów saskich (1961).
- Sejm Rzeczypospolitej epoki oligarchii 1645—1763 (1966).
- Nauka historii w upadku (1982).
- Zwischen Begeisterung und Widerstand. Deutsche Hochschullehrer und der Nationalsozialismus (1990).
- Słownik twórców idei (1998).
- Sejm w dawnej Rzeczypospolitej. Ustrój i idee (2002).